# Teatro Calderón (Valladolid)
El Teatro Calderón es el principal teatro de la ciudad española de Valladolid. Este teatro recibe el nombre de Calderón de la Barca, importante poeta y dramaturgo español. Está situado en el centro de la ciudad a pocos metros de otros monumentos significativos como la Catedral, la iglesia Penitencial de Nuestra Señora de las Angustias o la iglesia de Santa María La Antigua. Cada año es la sede de la Semana Internacional de Cine de Valladolid (SEMINCI).

## Historia

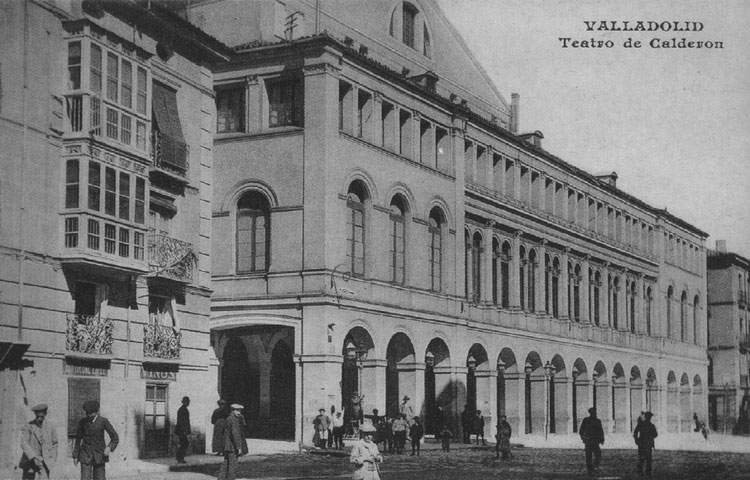
Postal antigua del teatro.

En el espacio en el que hoy se encuentra el teatro, se levantó hasta mediados del siglo XIX el palacio del Almirante, gran edificio de origen bajomedieval del que se tiene escasa información y que fue totalmente demolido para edificar el actual teatro.
Este último se inauguró el 28 de septiembre de 1864 con la representación de la obra de Calderón de la Barca, El alcalde de Zalamea.
Es de diseño ecléctico y tendencia neoclásica, con influencia de la obra del arquitecto alemán Friedrich Schinkel. Sigue planos del arquitecto Jerónimo de la Gándara. Consta de un gran soportal en la calle Angustias y amplios ventanales, y en el interior una majestuosa sala, en forma de herradura, a la italiana, con patio de butacas, palcos bajos, platea, anfiteatro, galería y paraíso o gallinero. Está decorada con lujosas pinturas debidas a Augusto Ferri. Las lámparas laterales, de estilo modernista, datan de principios del siglo XX. Tenía capacidad para unas 1200 personas. En el escenario existía una ingeniosa tramoya debida al ingeniero italiano E. Piccoli. Existían otras estancias, dedicadas a café, biblioteca (ricamente decorada con pinturas) y salones del Círculo del Calderón. 
La armadura de hierro del Teatro Calderón (1863-1864) fue diseñada por el ingeniero de origen inglés Miguel de Bergue y supervisada su instalación por el también ingeniero José María Cornet i Mas y el arquitecto Jerónimo Ortiz de Urbina. Al mismo tiempo, en 1863, Miguel de Bergue había dispuesto un diseño de armadura en el Gran Teatro del Liceo (Barcelona) que fue desechado para el coliseo vallisoletano. En 1865, el mismo ingeniero proyectó para Valladolid un mercado cubierto en el Portugalete cuyo tinglado de hierro seguía un dibujo muy similar al propuesto para el Mercado de San José -La Boquería-, en Barcelona.
La suntuosidad y magnitud del edificio hizo que fuera uno de los principales de España.
Es el mejor exponente del estilo de vida de la burguesía, enriquecida con las primeras industrias de la ciudad, que quería emular las costumbres de las clases altas europeas. Estas expectativas, que no se cubrían con el Teatro Lope de Vega, se plasmarán en este proyecto. Se desarrolló al máximo el tipo de teatro inspirado en las grandes óperas del continente, y se convirtió en el centro de la vida cultural de la ciudad.
Entre el siglo XIX y XX, cantó el tenor Julián Gayarre, se representaron obras de la compañía de María Guerrero y Tomás Bretón dirigió más de un concierto.
Fue sometido a una profunda remodelación, en la que se respetaron solamente la sala, las fachadas y algunos elementos más, perdiéndose de manera poco justificada la tramoya de Piccoli y varias piezas de interés. El 9 de abril de 1999 fue reinaugurado, con la presencia de la reina Sofía con el espectáculo de la Compañía Nacional de Danza, dirigido por Nacho Duato, Multiplicidad: formas de silencio y vacío. En la sala se añadió la enorme lámpara central, diseñada en la Real Fábrica de Cristales de La Granja, de 1000 kilogramos de peso, tres metros de diámetro, 30.000 piezas de cristal, 153 puntos de luz y 9.280 vatios.

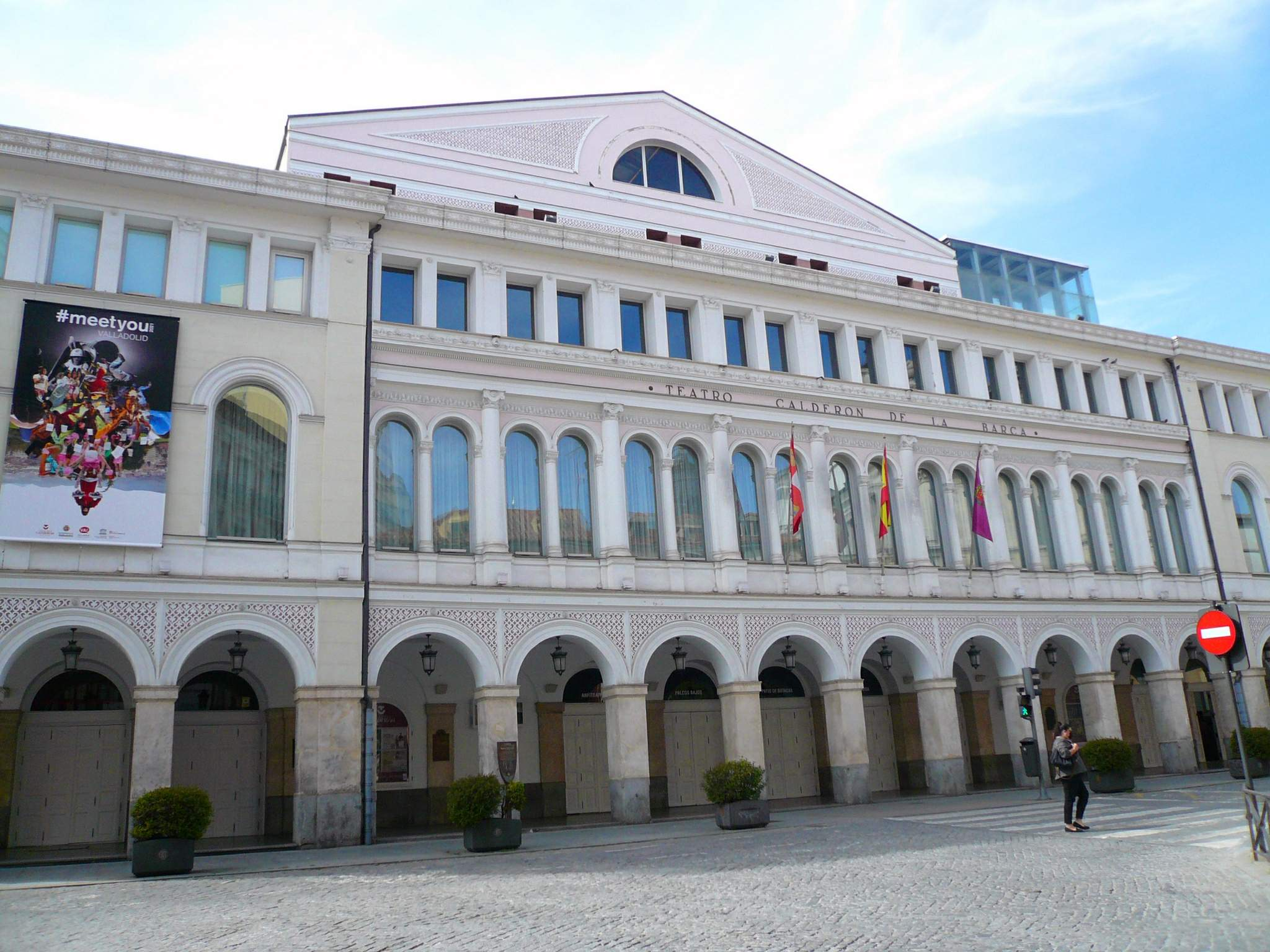
Imagen del teatro en el año 2021.

Desde su reapertura en 1999 fue la sede de la Orquesta Sinfónica de Castilla y León (OSCYL), pero desde abril de 2007, la sede de la orquesta se sitúa en el nuevo Auditorio Miguel Delibes de la ciudad, diseñado por el arquitecto catalán Ricardo Bofill Levi. En 2001 se celebró en el teatro el II Congreso Internacional de la Lengua Española.
En la actualidad cuenta con capacidad para 1141 personas y acoge durante la temporada representaciones de teatro, ópera, zarzuela, danza, ballet, flamenco y jazz además de ser la sede de la Semana Internacional de Cine de Valladolid (SEMINCI). Pero sus dependencias no se limitan al teatro, sino que además cuenta con una sala de exposiciones, la Sala Delibes y su Salón de los Espejos, lugares en los que se celebran actividades no escénicas.

## Acontecimientos

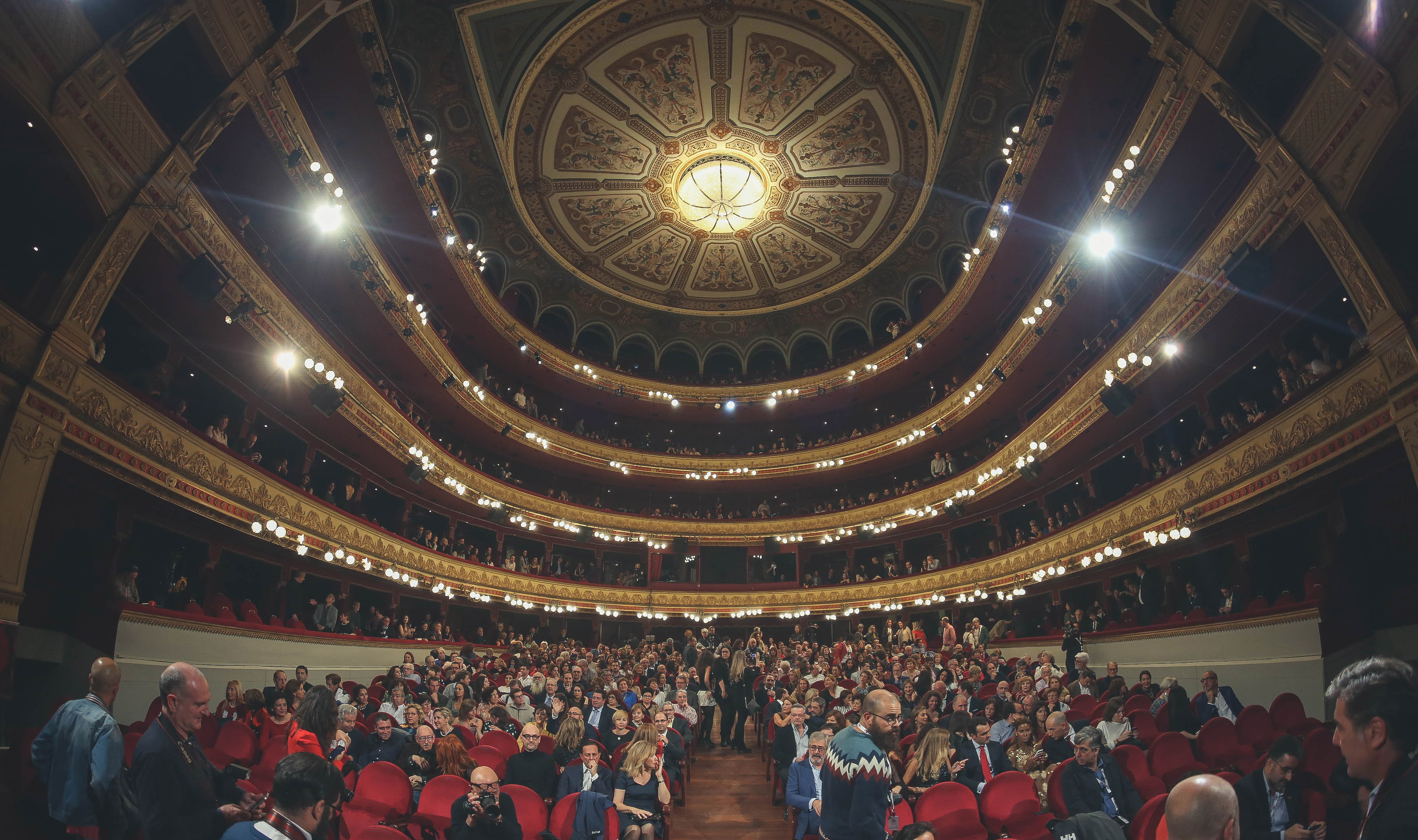
Vista del interior del teatro desde el escenario durante la gala de clausura de la Seminci 2016.

- El 4 de marzo de 1934 se fusionaron Falange Española (el partido de José Antonio Primo de Rivera) y las Juntas de Ofensiva Nacional-Sindicalista (JONS) para constituir la Falange Española de las JONS en un acto celebrado en el teatro.
- Acogió los estudios centrales de La Voz de Valladolid (perteneciente a la Red de Emisoras del Movimiento - R.E.M.) desde su fundación el 24 de agosto de 1936, hasta su integración en Radio Cadena Española (R.C.E.) el 4 de diciembre de 1978.
- Desde 1956 se celebra anualmente la Semana Internacional de Cine de Valladolid (SEMINCI).
- En 1991 se descubrió una biblioteca oculta desde 1968, que contaba con una colección de más de 4.000 volúmenes.[4]
- Entre los días 16 y 19 de octubre de 2001 se celebró el II Congreso Internacional de la Lengua Española, organizado por el Instituto Cervantes y la Real Academia Española.
- El 6 de marzo de 2017 se celebró la 37.ª Gala Nacional del Deporte, organizado por la Asociación de Prensa Deportiva.